# Bones Hyland
Nah'Shon Lee Hyland, detto Bones (Wilmington, 14 settembre 2000), è un cestista statunitense.
Il suo soprannome "Bones", in italiano "Ossa", deriva dalla sua corporatura snella.

## Carriera
Dopo aver trascorso due stagioni con i VCU Rams, nel 2021 si dichiara eleggibile per il Draft NBA, venendo chiamato con la ventiseiesima scelta assoluta dai Denver Nuggets.

### L.A. Clippers (2023-)
Dopo l’esperienza ai Nuggets viene scambiato ai Clippers in cambio di due seconde scelte al draft.

## Statistiche

### NCAA
| Anno      | Squadra  | PG | PT | MP   | TC%  | 3P%  | TL%  | RP  | AP  | PRP | SP  | PP   |
| --------- | -------- | -- | -- | ---- | ---- | ---- | ---- | --- | --- | --- | --- | ---- |
| 2019-2020 | VCU Rams | 31 | 9  | 20,6 | 43,3 | 43,4 | 66,7 | 2,2 | 1,8 | 0,8 | 0,3 | 9,0  |
| 2020-2021 | VCU Rams | 24 | 24 | 31,9 | 44,7 | 37,1 | 86,2 | 4,7 | 2,1 | 1,9 | 0,2 | 19,5 |
| Carriera  | Carriera | 55 | 33 | 25,5 | 44,1 | 39,9 | 82,7 | 3,3 | 1,9 | 1,3 | 0,3 | 13,6 |

#### Massimi in carriera
- Massimo di punti: 31 vs Western Carolina (15 dicembre 2020)[6]
- Massimo di rimbalzi: 12 vs Richmond (17 febbraio 2021)
- Massimo di assist: 6 vs Richmond (17 febbraio 2021)
- Massimo di palle rubate: 6 (2 volte)
- Massimo di stoppate: 2 vs Louisiana State (13 novembre 2019)
- Massimo di minuti giocati: 40 vs Dayton (9 febbraio 2021)

### NBA

#### Regular Season
| Anno      | Squadra            | PG  | PT | MP   | TC%  | 3P%  | TL%  | RP  | AP  | PRP | SP  | PP   |
| --------- | ------------------ | --- | -- | ---- | ---- | ---- | ---- | --- | --- | --- | --- | ---- |
| 2021-2022 | Denver Nuggets     | 69  | 4  | 19,0 | 40,3 | 36,6 | 85,6 | 2,7 | 2,8 | 0,6 | 0,3 | 10,1 |
| 2022-2023 | Denver Nuggets     | 42  | 1  | 19,5 | 39,9 | 37,8 | 86,6 | 2,0 | 3,0 | 0,7 | 0,3 | 12,1 |
| 2022-2023 | L.A. Clippers      | 14  | 0  | 18,9 | 40,1 | 35,1 | 75,0 | 3,5 | 3,4 | 0,8 | 0,1 | 10,8 |
| 2023-2024 | L.A. Clippers      | 37  | 5  | 14,6 | 38,6 | 32,6 | 78,3 | 1,5 | 2,5 | 0,7 | 0,1 | 6,9  |
| 2024-2025 | L.A. Clippers      | 20  | 0  | 11,1 | 39,1 | 38,8 | 88,5 | 1,2 | 1,4 | 0,9 | 0,2 | 7,2  |
| 2024-2025 | Minnesota T'wolves | 4   | 0  | 4,3  | 66,7 | 50,0 | -    | 0,3 | 1,0 | 0,0 | 0,0 | 1,3  |
| Carriera  | Carriera           | 186 | 10 | 17,1 | 39,8 | 36,4 | 84,8 | 2,2 | 2,6 | 0,7 | 0,2 | 9,5  |

#### Play-off
| Anno     | Squadra        | PG | PT | MP   | TC%  | 3P%  | TL%  | RP  | AP  | PRP | SP  | PP  |
| -------- | -------------- | -- | -- | ---- | ---- | ---- | ---- | --- | --- | --- | --- | --- |
| 2022     | Denver Nuggets | 5  | 0  | 17,4 | 36,1 | 34,8 | 85,7 | 2,0 | 3,2 | 0,2 | 0,0 | 9,2 |
| 2023     | L.A. Clippers  | 5  | 0  | 16,4 | 34,1 | 25,0 | 80,0 | 0,8 | 0,8 | 0,8 | 0,2 | 8,6 |
| 2024     | L.A. Clippers  | 3  | 0  | 4,0  | 42,9 | 20,0 | 100  | 0,7 | 1,3 | 0,0 | 0,0 | 3,7 |
| Carriera | Carriera       | 13 | 0  | 13,9 | 35,6 | 29,2 | 85,7 | 1,2 | 1,8 | 0,4 | 0,1 | 7,7 |

#### Massimi in carriera
- Massimo di punti: 29 vs Dallas Mavericks (20 novembre 2022)[7]
- Massimo di rimbalzi: 10 vs Los Angeles Lakers (15 gennaio 2022)
- Massimo di assist: 11 vs Sacramento Kings (28 dicembre 2022)
- Massimo di palle rubate: 3 (3 volte)
- Massimo di stoppate: 3 vs Los Angeles Lakers (10 aprile 2022)
- Massimo di minuti giocati: 37 vs Utah Jazz (16 gennaio 2022)

### G League
| Anno      | Squadra     | PG | PT | MP   | TC%  | 3P%  | TL%  | RP  | AP  | PRP | SP  | PP   |
| --------- | ----------- | -- | -- | ---- | ---- | ---- | ---- | --- | --- | --- | --- | ---- |
| 2024-2025 | Iowa Wolves | 2  | 2  | 40,8 | 42,2 | 43,8 | 77,8 | 4,5 | 5,0 | 4,0 | 1,0 | 33,5 |
| Carriera  | Carriera    | 2  | 2  | 40,8 | 42,2 | 43,8 | 77,8 | 4,5 | 5,0 | 4,0 | 1,0 | 33,5 |

## Palmarès

### NBA
- NBA All-Rookie Second Team (2022)